# David Haguenau
Pour l’article homonyme, voir Haguenau.
David Haguenau (Paris, 16 février 1854 - Paris, 23 octobre 1927) est rabbin en 1876 de Valenciennes (Nord-Pas-de-Calais), puis de Lunéville (Meurthe-et-Moselle), puis à Paris, aumônier du collège Sainte-Barbe, rabbin de la Synagogue Nazareth. Il est le père du résistant Marc Haguenau.

## Biographie
David Haguenau est né le 16 février 1854 à Paris.
Il est le beau-frère de Jacques Hadamard, qui lui-même est le beau-frère du grand-rabbin Simon Debré.

### Rabbin de Valenciennes
En 1876, David Haguenau est rabbin de Valenciennes (Nord-Pas-de-Calais).

### Rabbin de Lunéville
David Haguenau est rabbin de Lunéville jusqu'en 1883 et épouse Régine Trenel. Lui succède alors à ce poste le rabbin Maurice Aron. Il devient rabbin à Paris.

### Rabbin à Paris
Il devient adjoint du Grand rabbin de Paris.

### Mort
David Haguenau est mort en 1927 à Paris, à l'âge de 73 ans.

## Honneurs
- Chevalier de la Légion d'honneur